# Djävulselixiret
Djävulselixiret (originaltitel: Die Elixiere des Teufels) är en gotisk skräckroman skriven av E.T.A. Hoffmann år 1815. Hoffmann, som använde sig av Matthew Gregory Lewis roman Munken som inspiration, skrev boken på bara några veckor. 

## Handling
Djävulselixiret är en fiktiv självbiografi skriven i förstaperson som följer huvudpersonen Medardus, en ung kapucinermunk som vuxit upp i ett kloster, okunnig om sin familjebakgrund. När Medardus en dag, överväldigad av begär, dricker av det så kallade djävulselixiret, överger han klostret och ger sig ut i världen på en mardrömslik resa, förföljd av en mystisk dubbelgångare.
Handlingen i Djävulselixiret är komplex och har ett omfattande galleri av karaktärer som nästan alla på ett mystiskt sätt visar sig ha släktband till huvudpersonen.

## Tematik
Hoffmanns roman visar prov på ett tidigt användande av dubbelgångaren som litterärt motiv. Såväl Edgar Allan Poe som Fjodor Dostojevskij kom senare att utforska samma tema i novellerna "William Wilson" respektive "Dubbelgångaren".